# Helina obscurinervis
Helina obscurinervis är en tvåvingeart som först beskrevs av Stein 1898.  Helina obscurinervis ingår i släktet Helina och familjen husflugor. Inga underarter finns listade i Catalogue of Life.